# Église Sainte-Jeanne-d'Arc d'Amiens
Pour les articles homonymes, voir Église Sainte-Jeanne-d'Arc.
L'église Sainte-Jeanne d'Arc d'Amiens est une église située à Amiens, dans le département de la Somme, dans le faubourg de Beauvais au sud-ouest de la ville, à proximité des boulevards extérieurs, entre la rue Boutmy et la rue de Rouen.

## Historique
Le développement de la ville par le sud amena la création de cette nouvelle église pour répondre aux besoins de spiritualité des habitants. Jeanne d'Arc ayant été béatifiée le 18 avril 1909 et canonisée le 16 mai 1920, la nouvelle église, située route de Rouen, lui fut dédiée. L'architecte Edmond Douillet en dressa les plans. Les travaux, financés par des souscriptions commencèrent en 1912 et furent interrompus pendant la Première Guerre mondiale. Ils furent achevés en 1933.

## Caractéristiques

### Extérieur
L'église de style néogothique est construite en brique et couverte d'ardoises. Sa construction se fit à partir d'une innovation technique : l'emploi de terrasses qui résistent à la poussée des voûtes.
Le plan de l'édifice est celui d'une croix latine à absides polygonales avec un transept à absides rappelant le gothique anglais. Le clocher est situé dans l'angle sud-est du bâtiment. Des tourelles crénelées octogonales ont été placées au nord-est près de l'entrée. La façade est percée d'un porche principale et de deux portes latérales perpendiculaires. La façade est décorée de médaillons en relief représentant des armoiries et d'un médaillon représentant Jeanne d'Arc à cheval. Le tympan du portail d'entrée est orné d'une sculpture représentant Jeanne au bûcher.

### Intérieur
La nef est éclairée par des baies hautes tripartites, à colonnettes. Le transept et les absides du chœur et des chapelles du transept sont éclairés par des baies tripartites à deux niveaux. La nef et les bas-côtés sont couverts de voûtes d'arête en brique et séparés par des arcs brisés reposant sur des piliers octogonaux. Le décor intérieur est inachevé : culs de lampe, chapiteaux de la nef. Albert Roze a réalisé, pour l'église, plusieurs statues : sainte Jeanne d'Arc, Saint Michel révélant à Jeanne sa mission, sept personnages illustrant la vie de Jeanne d'Arc. Gérard Ansart a conçu pour l'église treize verrières réalisées en 1953 par l'atelier Pasquier. En 1948, l'église fut dotée d'un orgue de chœur de la manufacture Jacquot-Lavergne.

## Galerie

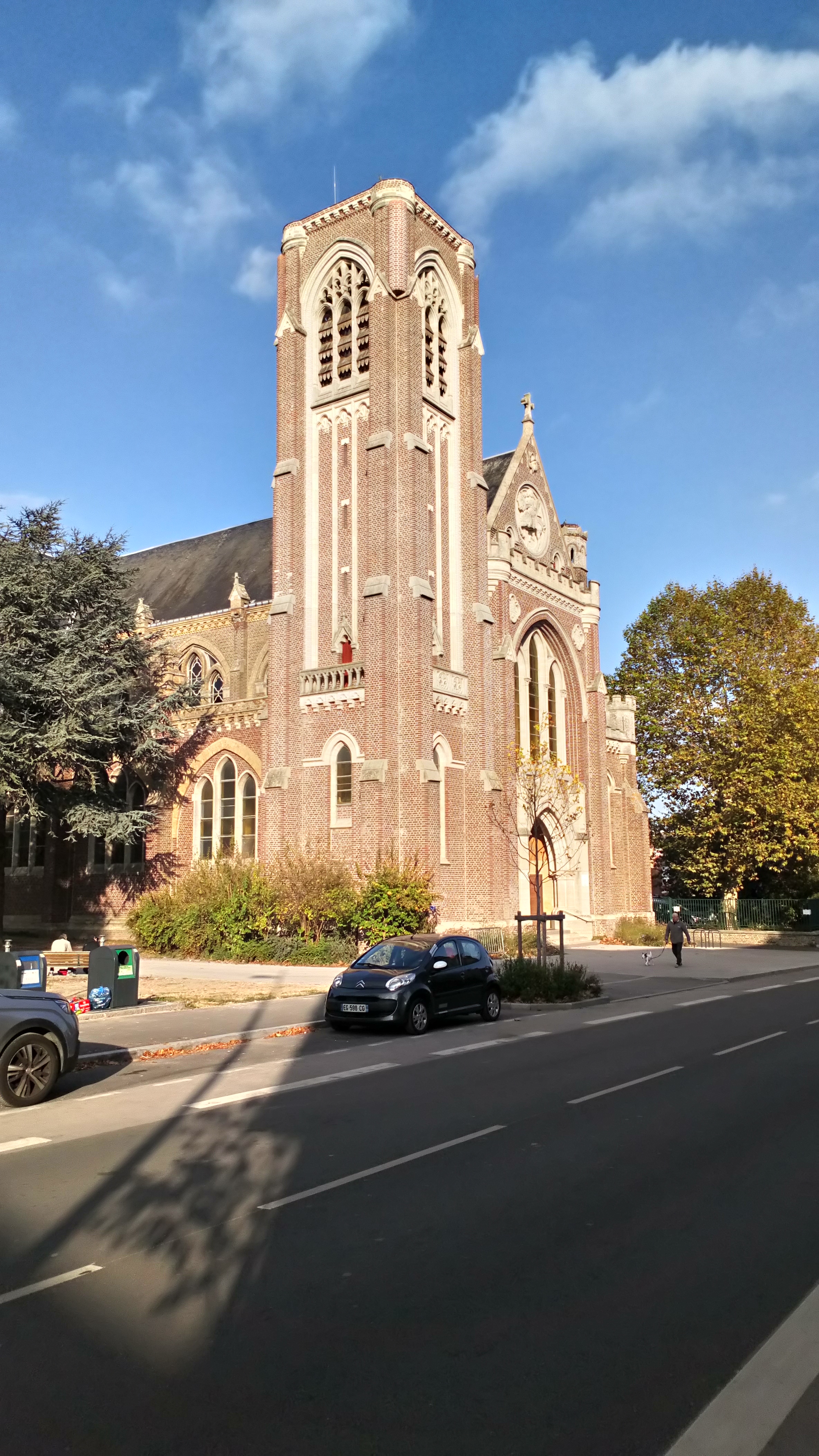
Vue du clocher.
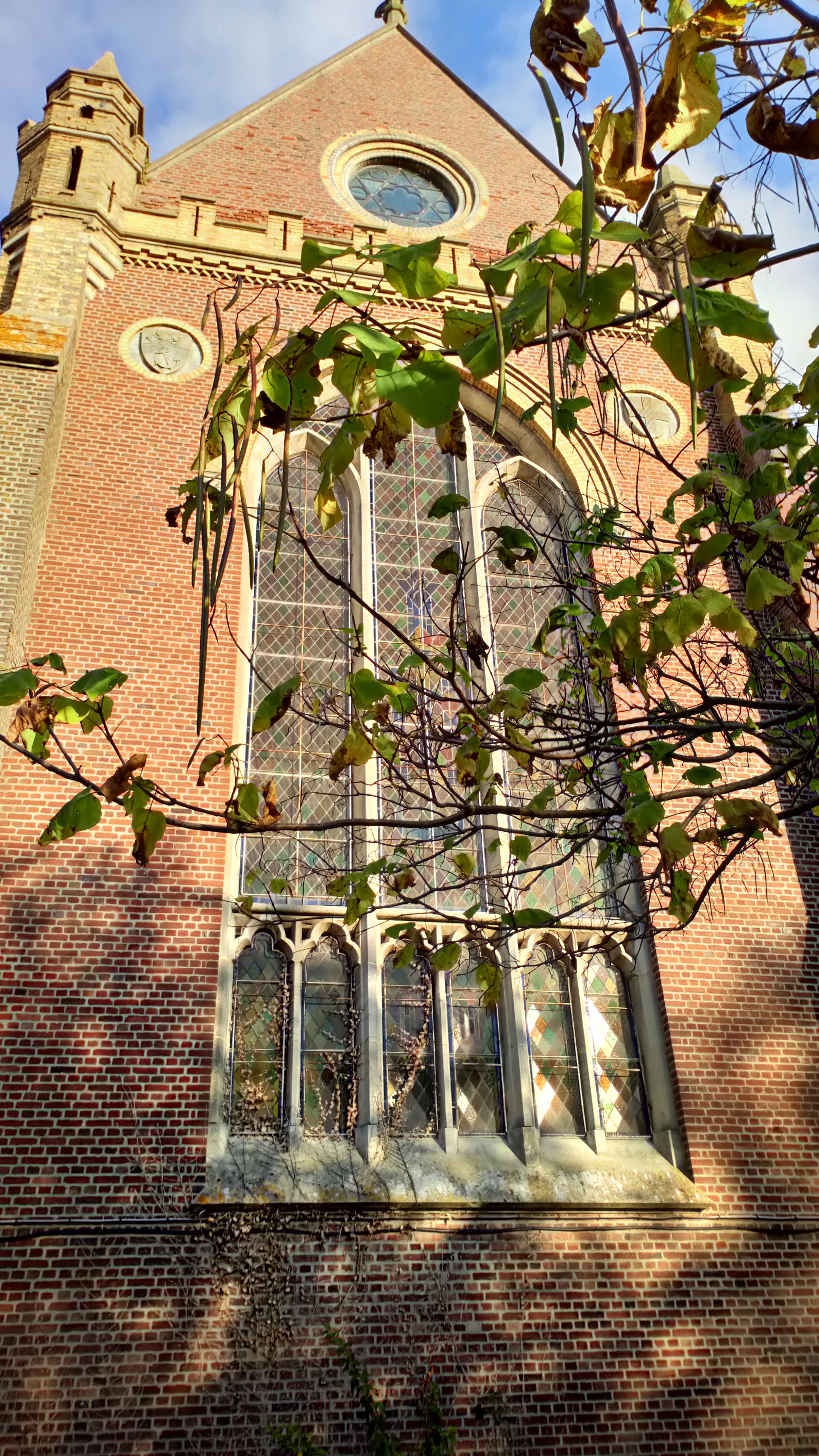
Transept.
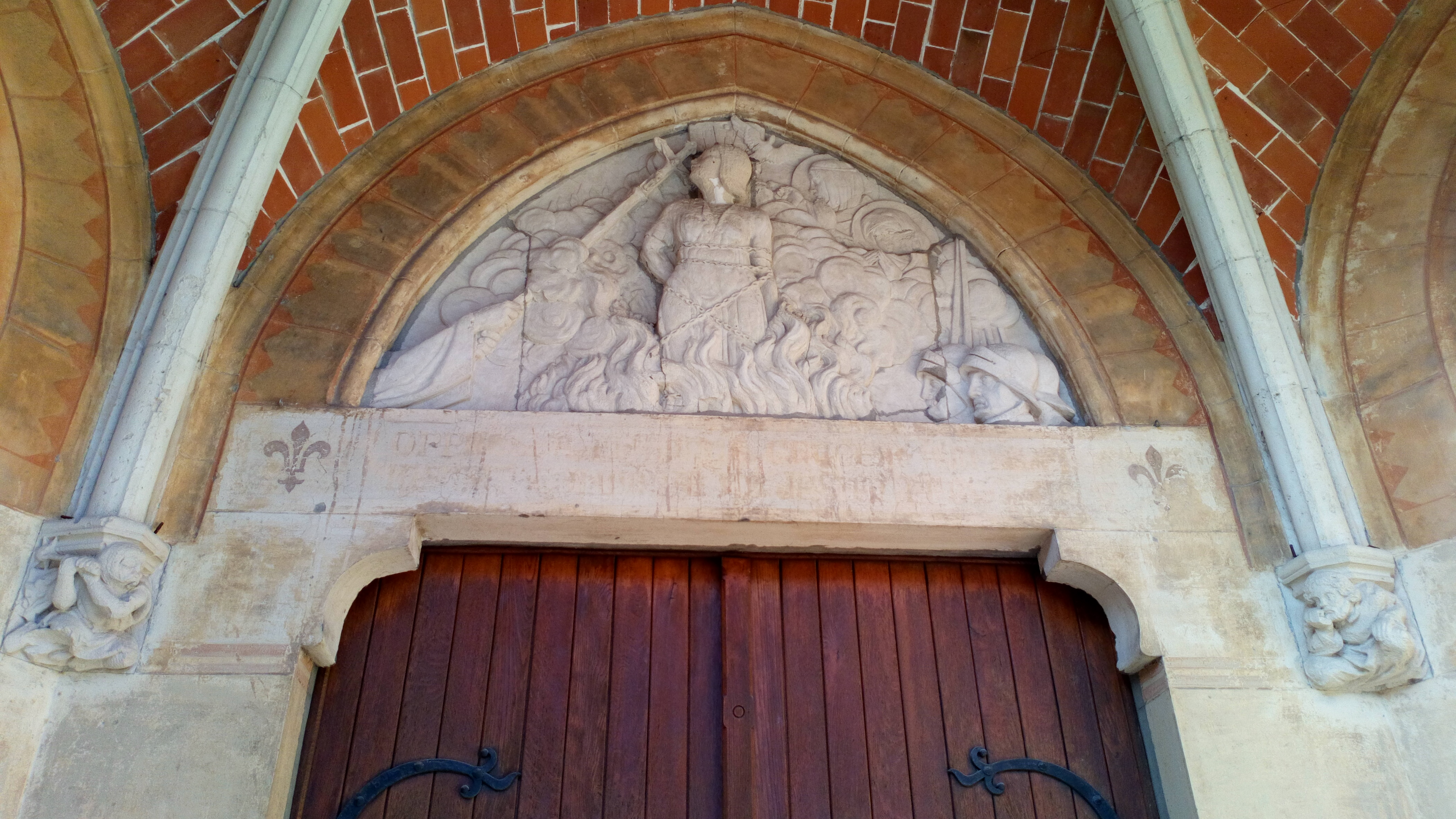
Jeanne d'Arc au bûcher à Rouen sur le tympan du portail.
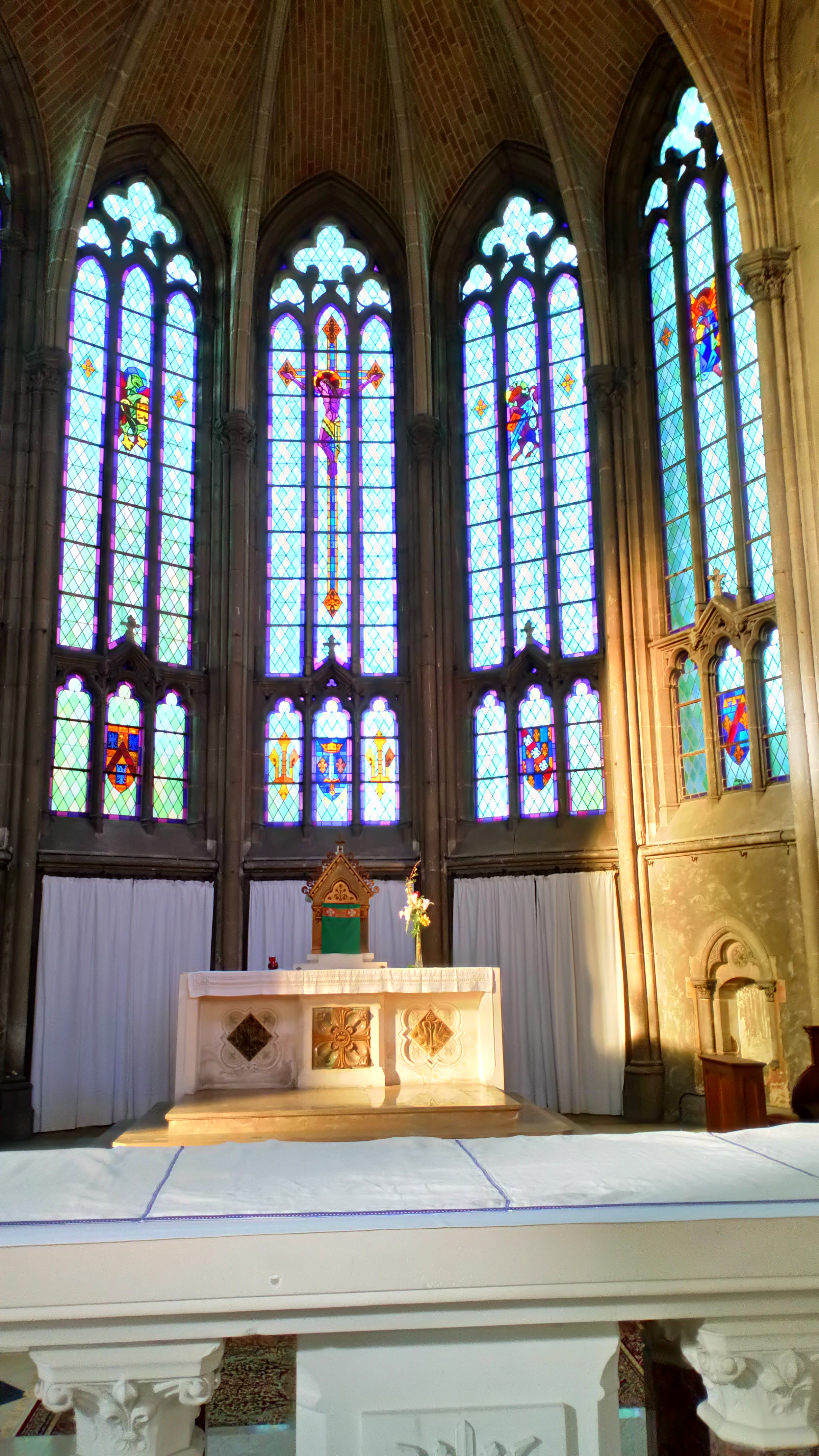
Vitraux du chœur.
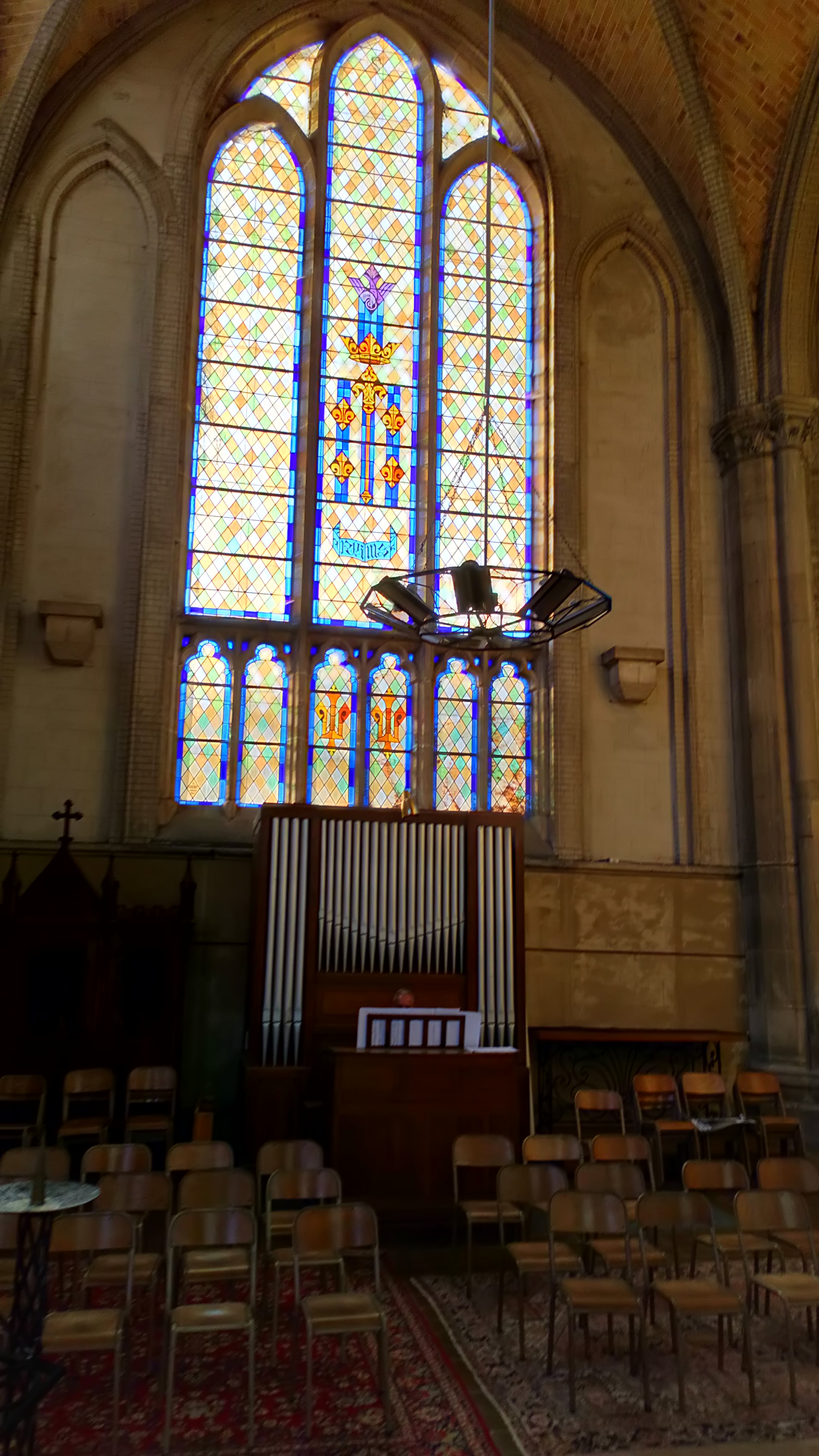
Vitraux du transept avec l'orgue.